# Manfred Mixner
Manfred Mixner (* 1947 in Graz) ist ein österreichischer, in  Südschweden lebender Schriftsteller und ehemaliger Kulturredakteur bzw. Rundfunkredakteur mit dem Schwerpunkt Literatur- und Medienwissenschaft.

## Leben
Manfred Mixner war 1970/71 Kulturredakteur der Grazer Tageszeitung Neue Zeit und 1972 Mitarbeiter am Grazer Schauspielhaus. Von 1973 bis 1979 arbeitete er als freier Journalist und war von 1979 bis 1983 Abteilungsleiter für Literatur und Hörspiel beim ORF Graz. Von 1984 bis 1986 war er Abteilungsleiter der Österreich 1-Radioliteratur in Wien und leitete danach von 1987 bis 2002 die Abteilung Hörspiel und Radiokunst beim Sender Freies Berlin. Außerdem lehrte er in Salzburg, Klagenfurt, Berlin und Jena.
Seit 2002 im Ruhestand, schreibt er Essays, Erzählungen und Romane. Seit 2012 veröffentlicht er seine literarischen Werke in der Edition Keiper.

## Buchveröffentlichungen
- Peter Handke. Athenäum, Königstein im Taunus 1977, ISBN 3-7610-2131-3.
- Höllenlärm und Totenstille. Brandstätter, Wien/München 2001, ISBN 3-85498-104-X.
- Verstrickt in Geschichten. Versuche, Reden, Miszellen. edition keiper, Graz 2012, ISBN 978-3-9503343-0-2.
- Der Ziegenkopf. Kriminalroman. edition keiper, Graz 2013, ISBN 978-3-902901-24-8.
- Reise nach Abydos. Roman. edition keiper, Graz 2014, ISBN 978-3-902901-52-1.
- Tote Musik und andere Erzählungen. edition keiper, Graz 2015, ISBN 978-3-902901-78-1.
- Geschichten von Anderen. Feuilletons über Autoren. edition keiper, Graz 2016, ISBN 978-3-903144-01-9.
- Die Generalin. Roman. edition keiper, Graz 2017, ISBN 978-3-903144-35-4.
- Versuche Geschichten zu verstehen. Werkinterpretationen. edition keiper, Graz 2018, ISBN 978-3-903144-59-0.
- ANWESEN. Erzählung vom Leben in einem Waldhaus. edition keiper, Graz 2021, ISBN 978-3-903322-38-7.